# Fabulous
«Fabulous» es la segunda canción y segundo número musical de la Película Original de Disney Channel, High School Musical 2. Es cantada por Ashley Tisdale y Lucas Grabeel. Fue una de las siete canciones del álbum de la película en alcanzar el Billboard Hot 100.

## Escena en High School Musical 2
En la película, la escena se desarrolla en la piscina del club Lava Springs. Sharpay Evans (Ashley Tisdale) habla sobre ser la "jefa" de todo, y por lo tanto, todo debe ser fabuloso. Manda y canta a la vez, pero termina cayéndose a la piscina. Su hermano, Ryan Evans (Lucas Grabeel) trata de convencer a todos que no hay nada de malo en tener todo fabuloso. Así mismo él canta y toca el piano en la canción. 